# مسابقه ستاره بیست
مسابقه ستاره بیست با هدف استعدادیابی در زمینه هنر بازیگری در سینما و تلویزیون از سال ۱۳۹۳ از شبکه نمایش در قالب یک مسابقه کار خود را آغاز نمود.

## هیئت داوران
- حسن فتحی (رئیس هیئت داوران)
- محمود عزیزی
- چنگیز جلیلوند
- رضا رویگری
- هایده حائری
- نسرین مقانلو
- فریبا کوثری
- محسن یوسفی
- رامسین کبریتی
- پژمان بازغی[۲]

## عوامل تولید
- بیژن بنفشه‌خواه (مجری)[۳]
- مجید اخشابی (خواننده تیتراژ)[۴]